# Radkowice (przystanek kolejowy)
Radkowice – przystanek kolejowy na obrzeżach Brzezin koło Radkowic, w województwie świętokrzyskim, w Polsce. Na stacji zatrzymują się pociągi osobowe do Kielc, Kozłowa, Krakowa.

## Wypadki kolejowe
27 sierpnia 1973 o godz. 2:42 na przystanku Radkowice pociąg relacji Warszawa Wschodnia - Zakopane najechał na 20 wagonów towarowych, oderwanych uprzednio od pociągu towarowego relacji Jaworzno Szczakowa – Skarżysko-Kamienna. W wyniku zdarzenia śmierć poniosło 14 osób, a 24 zostało rannych.

## Ruch pasażerski[2]
| Rok  | Wymiana pasażerska na dobę |
| ---- | -------------------------- |
| 2017 | 20-49                      |
| 2018 | 20-49                      |
| 2019 | 20-49                      |
| 2020 | 20-49                      |
| 2021 | 20-49                      |
| 2022 | 20-49                      |
| 2023 | 20-49                      |